# 天敵 (漫画)
『天敵』（てんてき）は、石ノ森章太郎の漫画作品である。

## 概要
小学生の頃、UFOらしき物体を目撃しUFOの大ファンとなった石ノ森章太郎がユニバース出版社『UFOと宇宙』編集部の依頼を引き受け、1979年1月号ならびに1979年2月号に掲載された作品である。

## 内容
UFOはなぜ地球に現れるのか。石森章太郎は2つの仮説を立てる。その１つは『サイボーグ009』で使うつもりであると語り、もう一つは「増えすぎた人間に対しての”天敵”を作るためではないか」として、後者の仮説に沿って物語が始まる。

## あらすじ
変哲のない少年がUFOの怪光線を浴びた。そして、少年は超能力を得て、最初は食器などを空中に浮かせるが、次々にその力をエスカレートさせて行き、遂には旅客機を墜落させるに至る。
石森はこの少年をヒトラーやアインシュタインと対比させ、ネズミにはネコが、草食動物は肉食動物が捕食するように、自然界には種族の個体数を調節する役割としての”天敵”があるが、人間にはそれが無い。そのためにＵＦＯは神（自然）が作り出した人間の”天敵”ではないかと綴る。

## 書籍情報
- ユニバース出版社の『UFOと宇宙』1979年1月号および1979年2月号
- 石ノ森章太郎 萬画大全集[8]第10期『ブルーゾーン(2)』[9]

## その他
2008年2月から約10か月間にわたり、ウィキペディア日本語版の「天敵 (石ノ森章太郎)」の記事に虚偽のストーリーが載せられていた。この虚偽内容を元に、絶版本の再版希望者を募るサイト『復刊ドットコム』に本書が紹介され興味を集めるなど影響があった。

## 関連作品
- サイボーグ009